# HD 100382
HD 100382，又名CP-66 1605，SAO 251451、HR 4448，是一颗恒星，视星等为5.9，位于銀經295.29，銀緯-5.27，其B1900.0坐标为赤經11h 27m 53s，赤緯-66° -5.27′ 35″。